# 돗토리 시네마

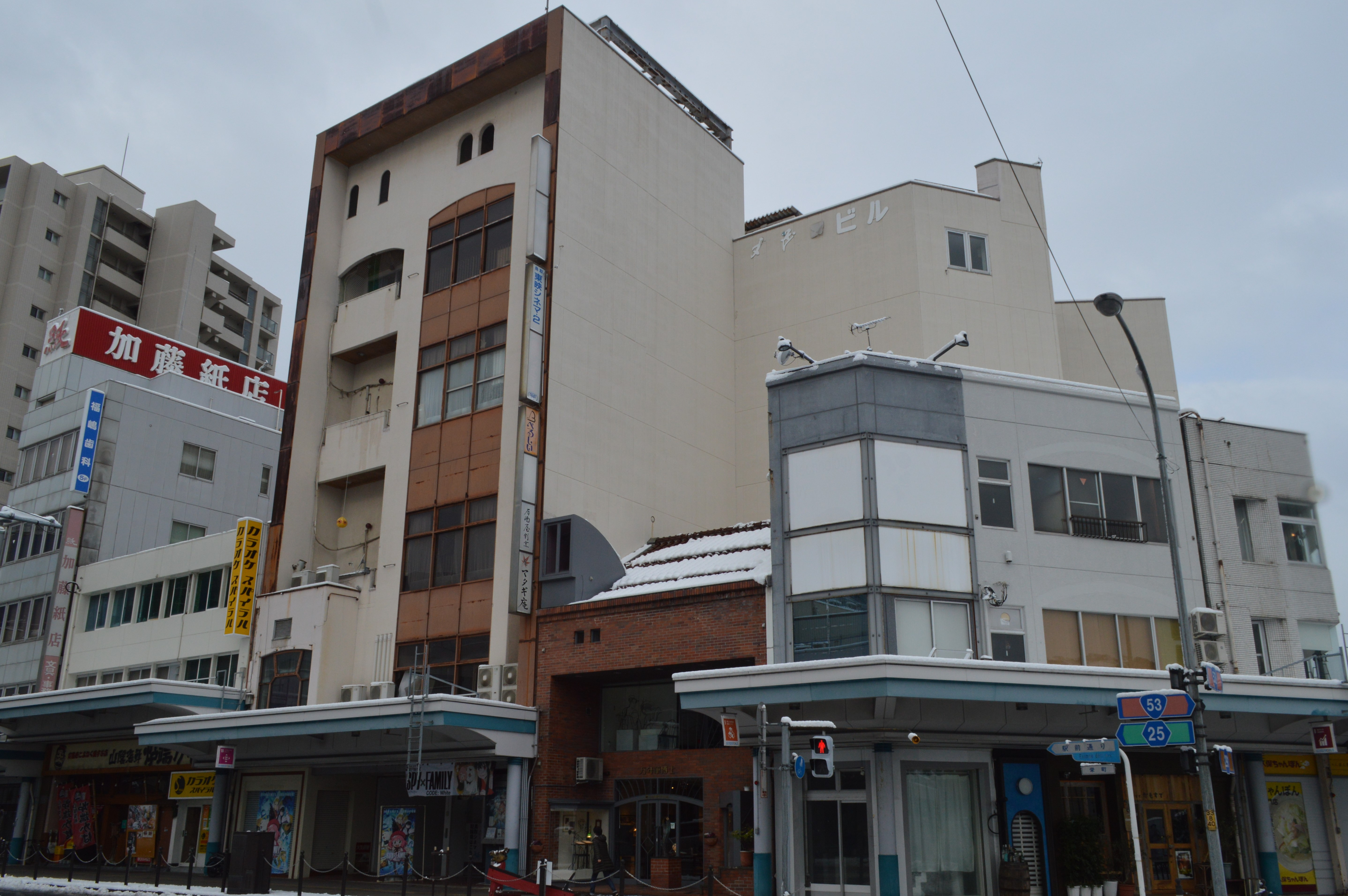
돗토리 시네마 건물

돗토리 시네마(일본어: 鳥取シネマ, 영어: Tottori Cinema)는 일본 돗토리현 돗토리시에 있는 영화관이다. 현재 돗토리 시내에 있는 유일한 영화관이다. 1949년 12월, 돗토리시 히가시시나지마치 113-7에 후지칸이라는 이름으로 설립 및 개업하였다.